# دايورة قنابية
دايورة قنابية (الاسم العلمي:Diuris bracteata) هي نوع من النباتات تتبع جنس الدايورة من الفصيلة السحلبية.